# Melinaea borealis
Melinaea borealis är en fjärilsart som beskrevs av Hall 1935. Melinaea borealis ingår i släktet Melinaea och familjen praktfjärilar. Inga underarter finns listade i Catalogue of Life.